# داکینی
.

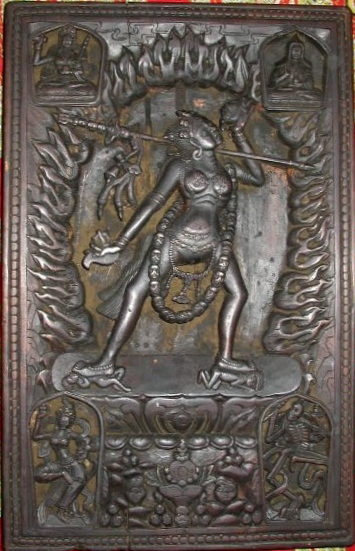
یک داکینی که روی چوب کنده‌کاری شده‌است

داکینی خدای تانترا است که در قالب تجسم یک زن خدای انرژی و روشنفکری به شمار می‌آید، ریشه این لغت dai سانسکریت به معنای پرواز کردن است. این لغت با دو اصطلاح mkha”gro و خاندرورنا وارد فرهنگ تبتی نیز شده‌است. اصطلاح mkha”gro به معنای رقاص آسمان است که به نظر معنای مشابه با همان لغت داکینی دارد. داکینی‌ها یکی از سه گروه مونث یوگینی، داکینی و لاما هستند. در تبت داکینی هم موجودی است انسانی که می‌تواند معلم بودایی باشد و هم ایزدبانوی ارواح طبیعت است.